# Polypedilum nudimanum
Polypedilum nudimanum är en tvåvingeart som beskrevs av Jean-Jacques Kieffer 1915. Polypedilum nudimanum ingår i släktet Polypedilum och familjen fjädermyggor.
Artens utbredningsområde är Tyskland. Inga underarter finns listade i Catalogue of Life.